# 齊熙郡
齐熙郡，中国南北朝时设置的郡。
南朝齐齐武帝置齐熙郡，属广州。治所在齐熙县（今广西融水苗族自治县）。辖境相当今广西壮族自治区融水苗族自治县、融安县及罗城仫佬族自治县等地。南梁大同年间为东宁州治。南陈沿置，隋文帝开皇九年（589年）隋灭陈，废齐熙郡，齐熙县直属东宁州。